# Address to the People of Great Britain
Address to the People of Great Britain (in italiano Messaggio al Popolo della Gran Bretagna) fu un documento redatto e adottato dal Primo congresso continentale nel 1774. Fu redatto da John Jay della provincia di New York e adottato dal Congresso il 21 ottobre 1774. Era destinato ad essere ampiamente distribuito in Gran Bretagna e mirava a raggiungere un pubblico generale, non solo il governo britannico. Fu un tentativo strategico del Primo Congresso Continentale di ottenere il sostegno pubblico in Gran Bretagna, giustificare le proprie azioni e, in definitiva, raggiungere una soluzione pacifica al crescente malcontento coloniale ma sebbene l'indirizzo mirasse alla riconciliazione, servì anche come ferma dichiarazione della determinazione coloniale e un potenziale trampolino di lancio verso ulteriori scontri se le loro preoccupazioni fossero state ignorate.

## Contenuto
Il documento mirava a raggiungere diversi obiettivi chiave:
- Spiegare i torti e giustificare le azioni dei coloni: Il documento intendeva spiegare al pubblico britannico i malcontenti dei coloni nei confronti delle recenti politiche britanniche, principalmente le Leggi intollerabili. [3]Questi atti erano visti come oppressivi e come una violazione dei diritti coloniali. Spiegando la loro posizione, i coloni speravano di ottenere simpatia e sostegno dalle loro controparti britanniche.[4]
- Confutare le accuse e appellarsi alla storia condivisa: L'indirizzo contrastava le accuse di ribellione e slealtà spesso rivolte ai coloni dalle autorità britanniche. Sottolineava la lealtà dei coloni alla Corona britannica e la loro eredità condivisa con il popolo britannico. Inoltre sostenevano che la loro resistenza derivava esclusivamente dal desiderio di proteggere i loro diritti inalienabili come inglesi.
- Cercare la riconciliazione e mantenere una soluzione pacifica: Pur esprimendo il loro malcontento, i coloni espressero un chiaro desiderio di riconciliazione con la Gran Bretagna. Sottolinearono la loro speranza in una soluzione pacifica al conflitto e la loro volontà di mantenere la connessione con la madrepatria.
- Avvertire delle potenziali conseguenze: Il documento avvertiva anche sottilmente il pubblico britannico delle potenziali conseguenze di un ulteriore aggravamento delle tensioni. Accennava alla possibilità di una rottura completa con l'Impero Britannico se i loro reclami non fossero stati affrontati.